# Phillip Andre Botello
Phillip Andre Botello ist ein US-amerikanischer Schauspieler.

## Leben
Botello besuchte die Juilliard School of Drama. Die Empfehlung, Schauspieler werden zu sollen, erhielt er von einem seiner Lehrer. Er wirkte in einigen Theaterproduktionen, unter anderen am Centre Theatre Group, mit. Seit dem 21. Jahrhundert wirkt er in Fernseh- und Filmproduktionen mit. 2009 spielte er in vier Episoden der Miniserie Yo Teach...! die Rolle des Phillip. Im selben Jahr erhielt er eine Nebenrolle in Wie das Leben so spielt. 2013 spielte er in Attila – Master of an Empire die Rolle des Thomas 'Meat' Anderson. 2014 hatte er in Bachelor Night: Auf nach Vegas! eine der Hauptrollen inne. 2019 stellte er im Film The Art of Self-Defense die Rolle des Kennith dar. 2021 verkörperte er in vier Episoden der Fernsehserie V for Valor die Rolle des LtCol Smith. 2022 war er im Science-Fiction-Film 2025 Armageddon – Willkommen im Multiversum in der Rolle des Aaron Farmer zu sehen.

## Filmografie (Auswahl)
- 2001: Easy Mark (Kurzfilm)
- 2004: Veronica Mars (Fernsehserie, Episode 1x04)
- 2005: The Specials (Kurzfilm)
- 2007: October 16 (Kurzfilm)
- 2008: Hesperia (Kurzfilm)
- 2008: Automated Cinema (Kurzfilm)
- 2008: Today's Special (Kurzfilm)
- 2008: The Hayley Project
- 2008: Hoodrats 2: Hoodrat Warriors
- 2008: Closing Time (Fernsehserie)
- 2008: The Minstrel Jim (Kurzfilm)
- 2009: The Weight (Kurzfilm)
- 2009: Yo Teach...! (Miniserie, 4 Episoden)
- 2009: Wie das Leben so spielt (Funny People)
- 2009: Assbergers (Kurzfilm)
- 2010: The Mandarin Orange Boy
- 2010: Running Up That Hill (Kurzfilm)
- 2010: Profile Update (Kurzfilm)
- 2010: For Love or Ninjas 4 (Kurzfilm)
- 2010: Circumstances (Kurzfilm)
- 2010: 38:50 (Kurzfilm)
- 2012: Celebrity Sex Tape
- 2012: The Warehouse (Kurzfilm)
- 2012: Vortex – Beasts from Beyond (Big Bad Bugs)
- 2012: Fabulous High (Fernsehfilm)
- 2012: Ares: First Contact (Kurzfilm)
- 2012: 02:00 (Kurzfilm)
- 2013: An Incident in San Ysidro
- 2013: The Bride (Kurzfilm)
- 2013: Living with Jigsaw (Kurzfilm)
- 2013: Attila – Master of an Empire (Attila)
- 2014: JuggaLove (Fernsehfilm)
- 2014: Bachelor Night: Auf nach Vegas! (Bachelor Night)
- 2014: CollegeHumor Originals (Fernsehserie)
- 2014: Nashville (Fernsehserie, Episode 3x06)
- 2014: The Before Time
- 2015: Tag
- 2015: Road Wars – Willkommen in der Hölle (Road Wars)
- 2015: Love, Lust, & A Room Key
- 2015: Bikini Model Academy
- 2015: Benjamin Troubles
- 2015: Reclaiming Friendship Park
- 2015: Criminal Minds (Fernsehserie, Episode 11x05)
- 2015: The Pit (Kurzfilm)
- 2015: Brooding (Kurzfilm)
- 2016: My Crazy Ex (Fernsehserie, Episode 2x09)
- 2016: My Crazy Sex (Fernsehserie, Episode 1x01)
- 2016: Silver Skies
- 2017: The Bang Bang Brokers
- 2018: Minutes to Midnight – Bete, dass sie nicht vorbeischauen… (Minutes to Midnight)
- 2018: Torture – Einladung zum Sterben (Pledge)
- 2019: Out of Sight, Out of Mind
- 2019: The Art of Self-Defense
- 2019: Intruder
- 2019: The 11th Order (Kurzfilm)
- 2019: All the Lights Out (Kurzfilm)
- 2019: Bentley's Will
- 2019: Underdog
- 2019: Prisoner of Fame (Kurzfilm)
- 2019: Devil's Revenge
- 2019: Mermaid Down
- 2019: Restricted Area
- 2019: Elle for Love (Fernsehserie, Episode 1x01)
- 2020: Sunset on the River Styx
- 2020: Transfer (Kurzfilm)
- 2021: Weekend Warriors
- 2021: V for Valor (Fernsehserie, 4 Episoden)
- 2021: Tales of a 5th Grade Robin Hood
- 2021: Wanton Want
- 2022: The Dinner Parting
- 2022: Battle: Freestyle (Sprechrolle)
- 2022: Life After Divorce
- 2022: All Jacked Up and Full of Worms
- 2022: 2025 Armageddon – Willkommen im Multiversum (2025 Armageddon)
- 2022: Father Figure (Kurzfilm)
- 2022: As Real As You Make It
- 2023: Hemet Is Heaven
- 2023: Casting Dad
- 2024: The A-Frame
- 2024: PlanetQuake (Planetquake)

## Theater (Auswahl)
- We fight we die, Centre Theater Group
- Ahmad Shah Mossoud, Centre Theatre Group
- God's Stones, Manhattan Theater Club
- Havanna Bourgeois, Drama League
- A Winters Tale, Juilliard School